# Villarembert
 Villarembert  es una población y comuna francesa, en la región de Ródano-Alpes, departamento de Saboya, en el distrito de Saint-Jean-de-Maurienne y cantón de Saint-Jean-de-Maurienne.

## Demografía
| 126 | 169 | 207 | 213 | 209 | 290 |
| Para los censos de 1962 a 1999 la población legal corresponde a la población sin duplicidades (Fuente: INSEE [Consultar]) |     |     |     |     |     |